# Stora Kusetjärnen
Stora Kusetjärnen är en sjö i Härryda kommun i Västergötland och ingår i Rolfsåns huvudavrinningsområde.